# Костамора (Верона)
Костамора је насеље у Италији у округу Верона, региону Венето.
Према процени из 2011. у насељу је живело 44 становника. Насеље се налази на надморској висини од 804 м.